# Yirmisekizzade Mehmed Said Pascha

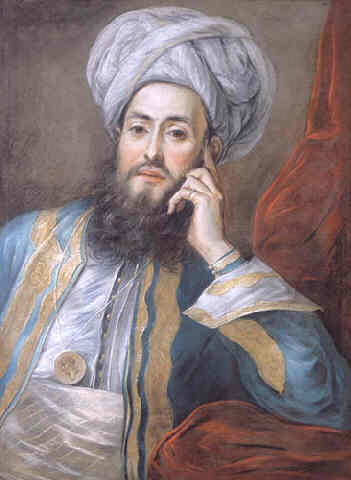
Charles-Antoine Coypel, Mehmed Said in Paris (1742)

Yirmisekizzade Mehmed Said Pascha (*  um 1695 in Istanbul; † Oktober 1761 in Kahramanmaraş) war ein osmanischer Staatsmann und Diplomat. Er amtierte vom 25. Oktober 1755 bis zum 1. April 1756 als Großwesir des Osmanischen Reiches. Der Beiname Yirmisekizzade bedeutet im Deutschen Sohn des Achtundzwanzigers und spielt auf den Beinamen des Vaters an. Dessen Beiname Yirmisekiz (Achtundzwanzig) erinnert an die Mitgliedschaft von Mehmed Çelebi im 28. Battalion der Janitscharen.

## Leben
Mehmed Saids Vater war georgischer Herkunft. Der Vater, Yirmisekiz Mehmed Çelebi, war 1720/21 Botschafter des osmanischen Reiches in Frankreich. Mehmed Said begleitete seinen Vater bereits während dieser Mission als persönlicher Sekretär. Er soll die französische Kultur und Lebensweise sehr genossen und fließend Französisch gesprochen haben. Nach seiner Rückkehr gründete er mit İbrahim Müteferrika die erste Druckerei des Osmanischen Reiches.
Mehmed Said war 1730 Botschafter in Russland, 1733 in Schweden und Polen. Insbesondere Mehmed Saids Zeit in Schweden wurde in der Literatur ausführlich beschrieben. Die Reise fiel in die „Tulpenzeit“ Anfang des 18. Jahrhunderts, als sich das Osmanische Reich nach Westen öffnete, europäische Ideen aufgriff und Reformen durchführte. In dieser Zeit trug Mehmed Said den Titel eines Defterdar und Mitglied des Hâcegân-ı Dîvân-ı Hümâyun. Seine Reisenotizen hielt er in einem Sefâretnâme fest und beschrieb Land und Leute ausführlich.  1734/1735 und  1736 bis 1739 war er Schreiber der Silahdar. Außerdem war er Mitglied der osmanischen Delegation bei den Niyemirav-Verhandlungen zur Vermeidung eines Krieges mit Russland und Chefunterhändler des Osmanischen Reiches beim Frieden von Belgrad. Mehmed Said wurde 1742 Botschafter in Paris und nach seiner Rückkehr Nişancı. 1745/46 hielt er sich in Ägypten auf und arbeitete Ende der 1740er Jahre als defter emini und erneut als Nişancı sowie Anfang der 1750er Jahre als sadâret kethüdâ (persönlicher Sekretär) des osmanischen Großwesirs.
Am 25. Oktober 1755 berief ihn Sultan Osman III. zum Großwesir des Osmanischen Reiches. Er blieb bis 1. April 1756 im Amt. Nach dieser Zeit war er Gouverneur des kretischen Chania (1756/57), in den Jahren 1757/58 Gouverneur von Ägypten, dann Gouverneur in Adana (1759/60), Karaman (1760) und Maraş, wo er 1761 starb.